# Drepanostachyum suberecta
Drepanostachyum suberecta là một loài thực vật có hoa trong họ Hòa thảo. Loài này được (Munro) R.B.Majumdar mô tả khoa học đầu tiên năm 1983 publ. 1985.